# Министр иностранных дел Лихтенштейна
Министр иностранных дел Лихтенштейна (нем. Außenminister Liechtensteins) — министерский пост в правительстве Лихтенштейна. Министр иностранных дел ответствен за определение внешней политики Лихтенштейна. По традиции княжество имеет свои посольства в Швейцарии и Ватикане. В других государствах интересы Лихтенштейна представляют посольства Швейцарской Конфедерации.
Должность министра иностранных дел появилась с учреждением в 1921 году правительства Лихтенштейна и поста премьер-министра (главы правительства Лихтенштейна). До 1993 года должность была совмещена с должностью премьер-министр Лихтенштейна. Только в 1993 году должности были разъединены.

## Министры иностранных Лихтенштейна с 1921
- Йозеф Оспельт (2 марта 1921 — 4 мая 1922);
  - Альфонс Фегер (исполняющий обязанности) (4 мая — 1 июня 1922);
  - Феликс Губельманн (исполняющий обязанности) (1 — 6 июня 1922);
- Густав Штедлер (6 июня 1922 — 28 июня 1928);
  - принц Альфред (исполняющий обязанности) (28 июня — 4 августа 1928);
- Йозеф Хооп (4 августа 1928 — 3 сентября 1945);
- Александр Фрик (3 сентября 1945 — 16 июля 1962);
- Герард Батлинер (16 июля 1962 — 18 марта 1970);
- Альфред Хильбе (18 марта 1970 — 27 марта 1974);
- Вальтер Кибер (27 марта 1974 — 26 апреля 1978);
- Ханс Брунхарт (26 апреля 1978 — 26 мая 1993);
- Маркус Бюхель (26 мая — 15 декабря 1993);
- Андреа Вилли (15 декабря 1993 — 5 апреля 2001);
- Эрнст Вольх (5 апреля 2001 — 21 апреля 2005);
- Рита Кибер-Бек (21 апреля 2005 — 25 марта 2009);
- Аурелия Фрик (25 марта 2009 — 2 июля 2019);
  - Мауро Педраццини (исполняющий обязанности) (2 июля — 11 ноября 2019);
- Катрин Эггенбергер (11 ноября 2019 — 25 марта 2021).
- Доминик Хаслер (25 марта 2021 — по настоящее время).